# Catástrofe do dirigível Pax
A Catástrofe do dirigível Pax foi a explosão da aeronave Pax no dia 12 de maio de 1902, em Paris, que vitimou o inventor brasileiro Augusto Severo e o mecânico francês Georges Saché.

## História

### Antecedentes
O dirigível Pax, de formato fusiforme, tinha uma capacidade de 2 mil metros cúbicos, trinta metros de comprimento, uma nacele de trinta metros, e pesava 2 mil quilos. Seu inventor, Augusto Severo, já estudava aeronáutica havia 20 anos e investiu todo o restante de sua fortuna no Pax. Originalmente o dirigível teria um motor elétrico, mas devido ao tempo que demoraria para desenvolvê-lo e a obrigação de retornar ao Brasil para cumprir seu mandato parlamentar, Severo foi convencido a seguir o exemplo de Santos Dumont e adotar motores a gasolina, cujo uso ele se demonstrava hesitante mesmo cinco dias antes do voo.
O Pax foi concluído quinze dias antes do acidente, com experiências sendo realizadas de forma presa a terra e em uma situação climática complicada no dia 4 de maio, no parque de Vaugirard, com resultados satisfatórios, o que levou o inventor a prosseguir com um voo tripulado.
Nos dias seguintes as condições climáticas dificultaram novas experiências, porém a meia noite do dia 12 de maio ele iniciou o enchimento do balão, completo as 5 da manhã. Antes de iniciar o voo, Severo anuncia que o Brasil saberia de seu sucesso no aniversário da Lei Áurea e apresenta seus planos para o dirigível Jesus, com 100 metros de comprimento e com o qual atravessaria o Atlântico. Como forma de poupar peso, Severo deixou o Alvaro Reis em solo, subindo apenas com seu mecânico Georges Sachet, que nunca havia feito uma ascensão.
Por vinte minutos Severo voou com o dirigível preso ao chão por um cabo, experimentando sua manobragem. Ele pousa, conversa com amigos e familiares e as 5:25 retoma seu voo. Já não mais cativo, o dirigível demonstra dificuldade com sua manobragem. Os aeronautas tiram lastro por três vezes, sobe a 350 metros e o aeronauta passa a apresentar dificuldades ao lutar contra o vento, com a aeronave realizando círculos de 100 a 150 metros de diâmetro. Por 15 minutos o aeronauta lutou contra o vento, mas o motor de 40cv não era suficientemente potente nestas condições.

### Explosão
O dirigível Pax, pilotado por Augusto Severo, de 42 anos de idade e o mecânico Georges Saché de 28, explodiu as 5:40 do dia 12 de maio de 1902, com seus destroços caindo na avenida do Maine, vitimando seus ocupantes.

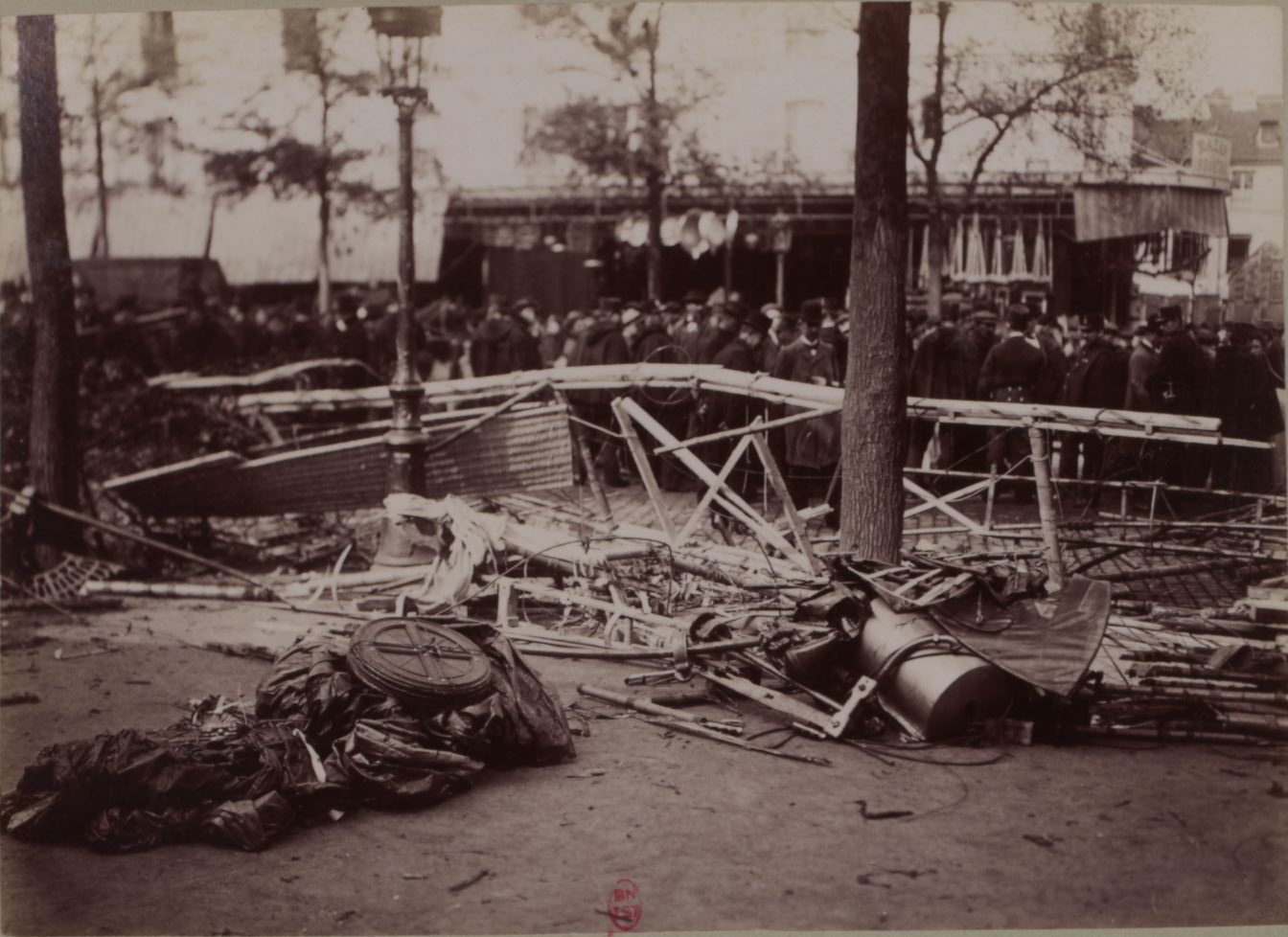
Os destroços do dirigível.

A chama envolveu o motor, logo envolvendo a totalidade da aeronave. Os destroços caíram na frente da casa n. 79, na avenida Maine, com a nacele onde os aeronautas se encontravam atravessou o teto e terminou dentro do quarto de um casal, cuja cama ficava do lado oposto do quarto, salvando a vida dos moradores que dormiam naquele momento.

#### Causa do acidente
O coronel Rénard, logo após a explosão, opinou que o acidente foi causado pelo uso do motor a combustão. Henri Lachambre acreditou que as peças mecânicas sofreram uma torção e o fogo teria atravessado do carburador ao reservatório e dali indo à válvula de escape do gás. O astrônomo Albert Charbonneaux, do observatório de Meudon, investigou os destroços e entre outras coisas, apontou um curto circuito na parte elétrica do motor como causa do desastre.
Santos Dumont considerou ser imprudente colocar os motores tão perto do balão, porém inicialmente disse não crer que eles fossem a causa do acidente. Ele apontou que somente uma das duas válvulas, acima do segundo motor, estava funcionando. Santos Dumont apontou que uma válvula foi fechada com cera pelo aeronauta e que, em condições de voo, o balão foi incapaz de resistir a pressão interna e que o principal erro foi o fato de terem jogado balasto ao notarem que o dirigível estava subindo, o que permitiu que a aeronave subisse com mais velocidade.
Em artigo publicado em setembro do mesmo ano, Santos Dumont apontou que o motor estava a meros 91 centímetros do envólucro, o que deixou a aeronave propensa a acidentes. O Comitê Científico do Aeroclube da França por fim decidiu que o acidente foi causado pela proximidade do motor à válvula de escape do balão e que nestas condições, o Pax não seria aceito nas competições do Aeroclube.

### Consequências
Severo faleceu segundos após o impacto. Ambos os aeronautas sofreram ferimentos de extrema violência. O corpo de Augusto Severo foi levado do hangar para sua casa as 9 da manhã do mesmo dia, enquanto o do mecânico Georges Sachet ficou no posto policial até a chegada de sua mãe.
Os arredores dos destroços foram logo cercados de testemunhas. O comandante Rénard realizou o transporte dos restos do dirigível de volta para o hangar. Cinquenta agentes policiais fecharam as ruas, assim possibilitando a retirada dos destroços. Alfredo Maia, ex-ministro da Viação, telegrafou ao Presidente Campos Salles, pedindo que o Congresso votasse o funeral de Severo e concedesse uma pensão à sua viúva. Toda a comunidade aeronáutica francesa se dirigiu até o local do acidente e uma comissão do Aeroclube da França levaram seus pêsames à viúva de Augusto Severo.
Antes do seu transporte ao Brasil, o caixão foi enterrado no cemitério de Passy, em Paris, no dia 17 de maio de 1902. O corpo de Augusto Severo chegou no Rio de Janeiro no dia 17 de junho, com seu enterro sendo realizado no dia seguinte, tendo a participação do presidente Campos Salles. Seu hangar em Paris passou para o Barão de Bradsky [de], outro balonista.

## Legado
Em setembro de 1902, foi decidido batizar os nomes de duas ruas no Brasil com os nomes dos aeronautas. No ano seguinte foi colocada uma lápide no local do acidente e um busto de Severo foi colocado no cemitério em Paris. O acidente foi representado no curta A Catástrofe do Balão "Le Pax", do diretor Georges Méliès. Em 1903 ocorreu em Paris uma cerimônia em memória das vítimas. Em 1952 ocorreu uma homenagem realizada por amigos do inventor brasileiro em sua memória. Em 2019 foi apresentado um projeto de lei para inscrever seu nome no Livro dos Heróis da Pátria. 120 anos após seu falecimento, em 2022, os restos mortais de Augusto Severo foram transportados do Rio de Janeiro ao Rio Grande do Norte, sua terra natal.